# Volvo B9S
Volvo B9S — городской сочленённый низкопольный автобус особо большой вместимости, выпускавшийся шведским автопроизводителем Volvo Bussar в период с 2002 по 2011 год. Модельный ряд состоял из B9SALE, B9SALF и 8500.

## История
B9S был выпущен в 2002 году для замены Volvo B7L, хотя производство последнего, тем не менее, продолжалось. Он был призван повторить Volvo B10MA и Volvo B12MA. Таким образом, новое шасси было изначально задумано как сочленённый автобус со среднемоторной компоновкой, низким полом, по крайней мере, на 40 процентов его длины и с двигателем объёмом менее 10 литров, что позволило воспользоваться преимуществом того факта, что Volvo имела в то время новый 9,4-литровый двигатель, используемый в серии крупнотоннажных грузовиков Volvo FM, выступающей в качестве альтернативы таким моделям, как Van-Hool AG300 и AGG300, которые использовали 12-литровые двигатели. Размещение вертикального двигателя в центре передней части автобуса с шарнирно-сочленённой рамой позволяет избежать более широкого бесполезного пространства и освободить место сзади, а также обеспечить равномерное распределение массы по всему автобусу, что способствует лучшему движению по дороге. Однако, в отличие от B10MA / B12MA, предшествовавших ему, B9S имеет бесступенчатый вход и полностью доступен для инвалидных колясок.
Первоначально производившийся на заводе Volvo Buses в Буросе, Швеция, он предлагался в двух версиях: Low Entry под названием B9SLEA и полностью Low Floor под названием B9SALF с колёсной базой 6,4 метра в передней части и кузовом Säffle, как полный автобус Volvo 7500. В агрегатах, производимых до 2005 года, использовался двигатель Volvo D9A мощностью 340 л. с., позже в том же году они использовали двигатель Volvo D9B мощностью 360 л. с., чтобы соответствовать нормам выбросов Евро-4 и Евро-5. В 2005 году производство этой платформы было распространено на завод Volvo Buses в Куритибе, Бразилия, с внешними кузовными работами в соответствии с заказом на закупку 1159 сочленённых единиц B9SALF для городской системы Сантьяго, Чили, в которую вовлечены: модификация передней части до 5 метров, чтобы избежать проблем с маневрённостью на узких поворотах.